# اچ‌ام‌اس رزولوشن (۰۹)
اچ‌ام‌اس رزولوشن (۰۹) (به انگلیسی: HMS Resolution (09)) یک کشتی بود. این کشتی در سال ۱۹۱۵ ساخته شد.